# Louis Coatalen
Louis Hervé Coatalen (Concarneau, 11 settembre 1879 – 23 maggio 1962) è stato un ingegnere francese naturalizzato britannico, attivo nel campo automobilistico .

## Biografia
Nato a Concarneau, comune bretone di pescatori, studiò ingegneria all’Arts et Métiers ParisTech a Cluny . Si sposò quattro volte, nel 1902 con Annie Ellen Davis (da cui divorziò nel 1906), nel 1910 con Olive Bath (figlia del direttore della Sunbeam), nel 1923 con Florence van Raalte e nel 1934 con Amy Bridson.

## Le prime esperienze nel campo automobilistico
Dopo aver lavorato alla De Dion-Bouton, alla Clément-Bayard ed alla Panhard, lasciò la Francia per trasferirsi in Inghilterra nel 1900. In seguito ad un breve periodo con la Crowden Motor Car Company, diventò ingegnere capo alla Humber nel 1901.

## La Hillman e la Sunbeam
Nel 1906 si associò a William Hillman per fondare la Hillman-Coatalen. La collaborazione fu interrotta nel 1909, quando Coatalen si trasferì da Coventry a Wolverhampton per unirsi alla Sunbeam, divenendone il direttore nel 1914.

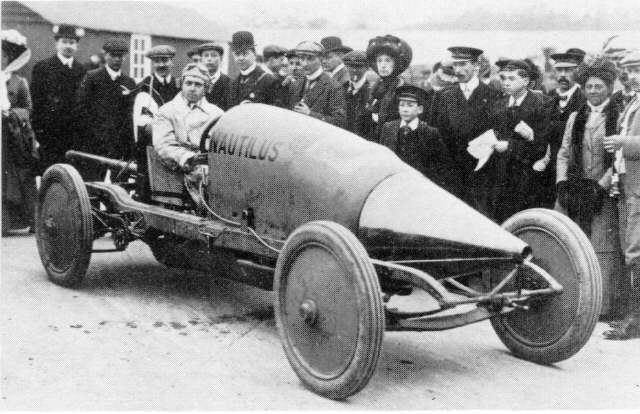
La Sunbeam Nautilus, progettata da Coatalen

Durante la prima guerra mondiale, con la produzione della Sunbeam convertita in forniture militari, Coatalen progettò motori aeronautici.
Nel 1920 la Sunbeam si fuse con la Talbot e la Darracq, per formare la STD Motors Ltd. Coatalen ebbe un posto nel consiglio di amministrazione della neonata società, pur rimanendo ingegnere capo per il marchio Sunbeam.

## I record di velocità e le innovazioni tecnologiche
Il suo interesse principale diventarono le vetture da competizione, e la Sunbeam partecipò a gare di velocità terrestre, dove si impose con la vittoria della 1000 HP nel 1927, ma fallì con la Silver Bullet nel 1930. Dal 1926 le attività sportive della Sunbeam furono gestite dalla STD che le trasferì a Suresnes, in Francia, sebbene Coatalen continuò a lavorare in parte a Wolverhampton ed parzialmente a Parigi. Nel 1931 la STD fallì, ma la situazione era così complessa che rimase fino al 1934, nel tentativo di vendere gli stabilimenti di Suresnes alla Talbot-Lago.
Le innovazioni di Coatalen includevano la riequilibratura delle ruote (una tecnologia rivendicata anche da Sig Haugdahl) e la rilocazione della pompa dell'Olio all'interno della coppa. Fu inoltre uno dei primi propugnatori degli ammortizzatori 

## Gli ultimi anni
Con il ricavato della vendita delle azioni della STD, Coatalen acquisì il controllo della filiale francese della Lockheed hydraulics, e dal guadagno proveniente da questa società, acquistò uno yacht ed una villa sull'isola di Capri.
Durante la seconda guerra mondiale visse in Francia, sebbene avesse acquisito da poco la cittadinanza britannica. In seguito, si stabilì definitivamente nel Regno Unito, dove morì.  

## Onorificenze
- Ufficiale della Légion d'honneur (1954)
- Presidente della Société des ingénieurs de l'automobile (1953-1956)